# 도바루 농원
주식회사 도바루 농원(일본어: 株式会社桃原農園/かぶしきがいしゃとうばるのうえん)은 오키나와현 나하시에 위치한 기업으로, 조경을 중심으로 토목공사 · 관엽식물 리스 · 플라워 숍 등을 운영한다.

## 개요
마지막 류큐 왕국의 왕인 쇼타이 왕의 네 번째 아들 쇼준 남작이 저택의 정원을 기초로 농원을 조성한 것이 도바루 농원의 시작이다.
오키나와 현 밖에서 아열대과일이나 관상용 식물을 적극적으로 도입하고 오키나와 현 농업 개발에 막대한 영향을 주었다.
오키나와 전투로 인해 타격을 받았지만, 종전뒤 재건을 진행해서 1951년에 합자회사로 법인화되었다(그 후 1998년에 주식회사화했다).
지금은 토목공사업에도 진출해 있다.

## 같이 보기
- 쇼준